# Raybag
Raybag é uma panchayat (vila) no distrito de Belgaum, no estado indiano de Karnataka.

## Geografia
Raybag está localizada a 16° 29′ N, 74° 47′ L. Tem uma altitude média de 590 metros (1935 pés).

## Demografia
Segundo o censo de 2001, Raybag tinha uma população de 15 924 habitantes. Os indivíduos do sexo masculino constituem 52% da população e os do sexo feminino 48%. Raybag tem uma taxa de literacia de 68%, superior à média nacional de 59,5%: a literacia no sexo masculino é de 75% e no sexo feminino é de 60%. Em Raybag, 14% da população está abaixo dos 6 anos de idade.